# هولدن وی‌آر کومودور

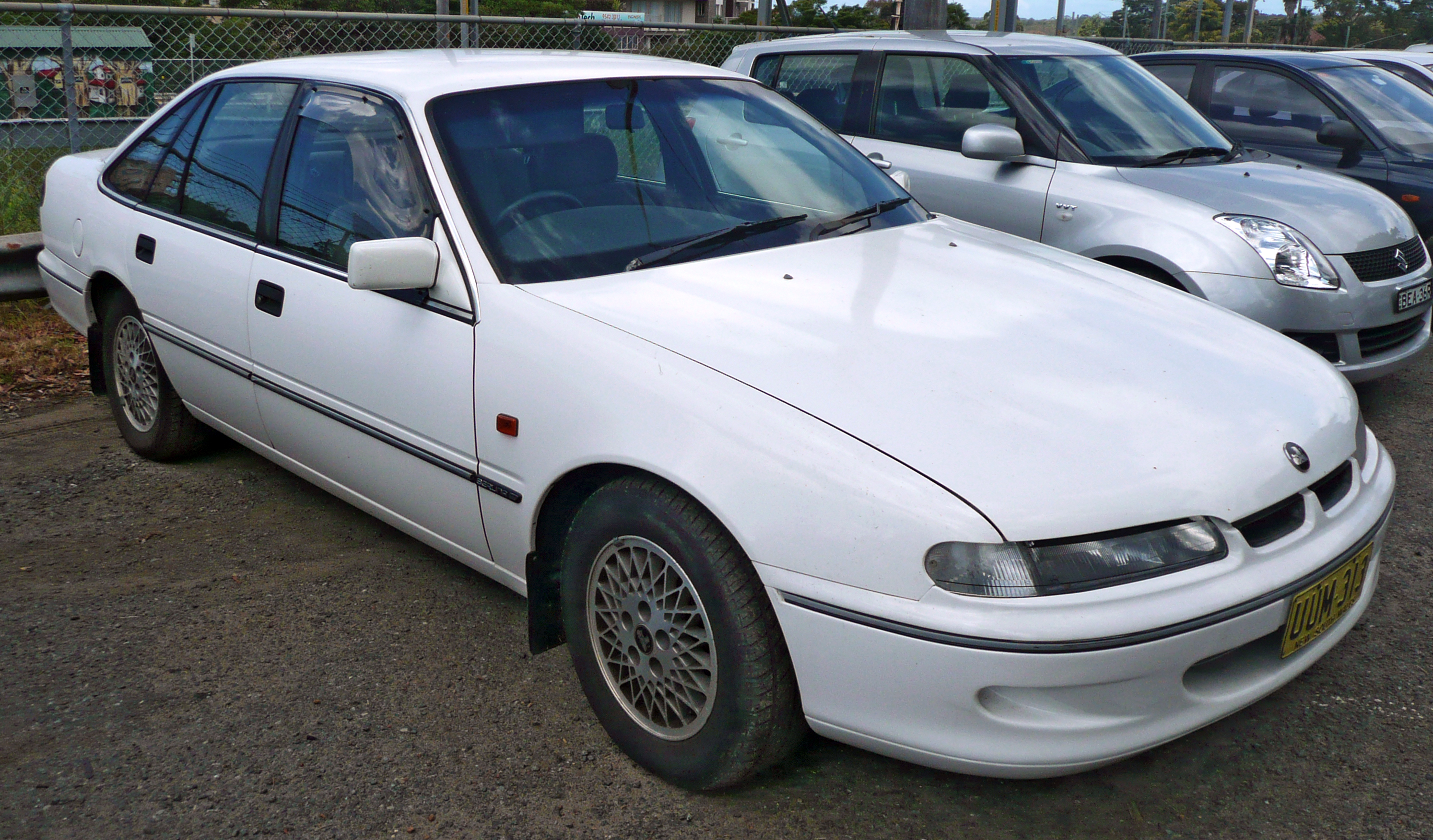

هولدن وی‌آر کومودور (Holden VR Commodore) خودرویی است که در سال‌های July ۱۹۹۳ تا April ۱۹۹۵در استرالیا تولید شده‌است. 
این خودرو در کلاس خودرو سایز بزرگ قرار گرفته و است. سیستم جعبه‌دندهٔ آن ۴ دنده به دو صورت خودکار و دستی است.

## نگارخانه

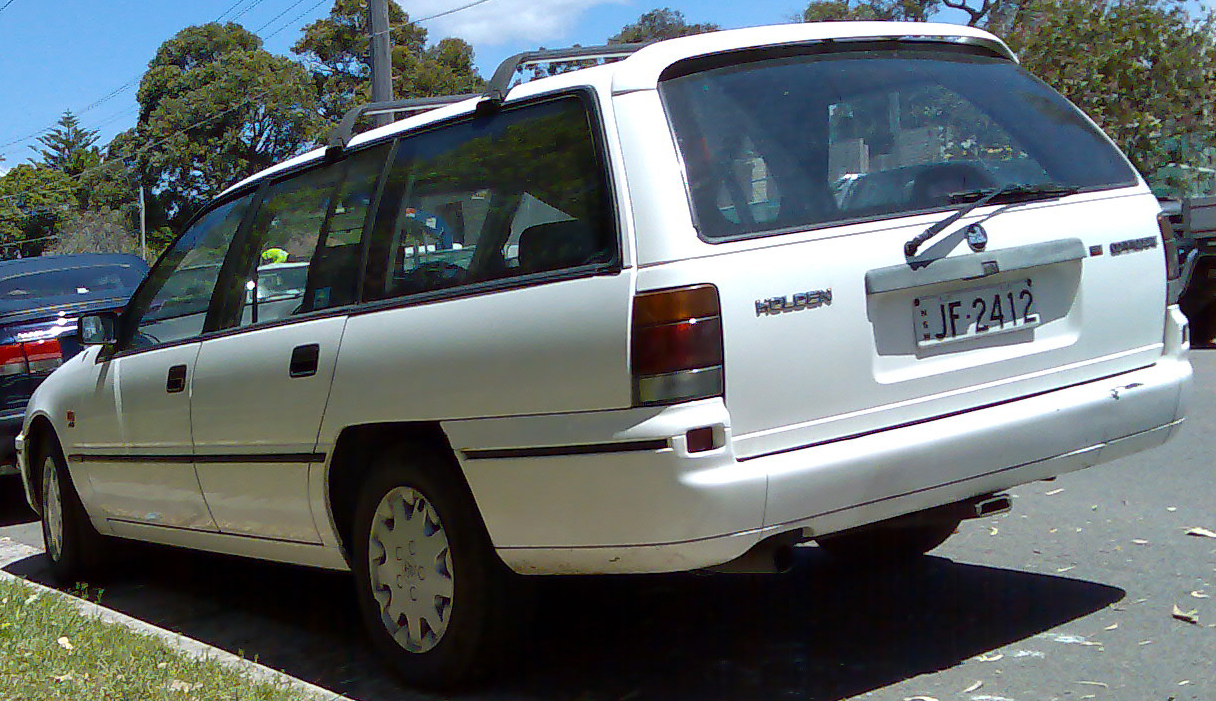
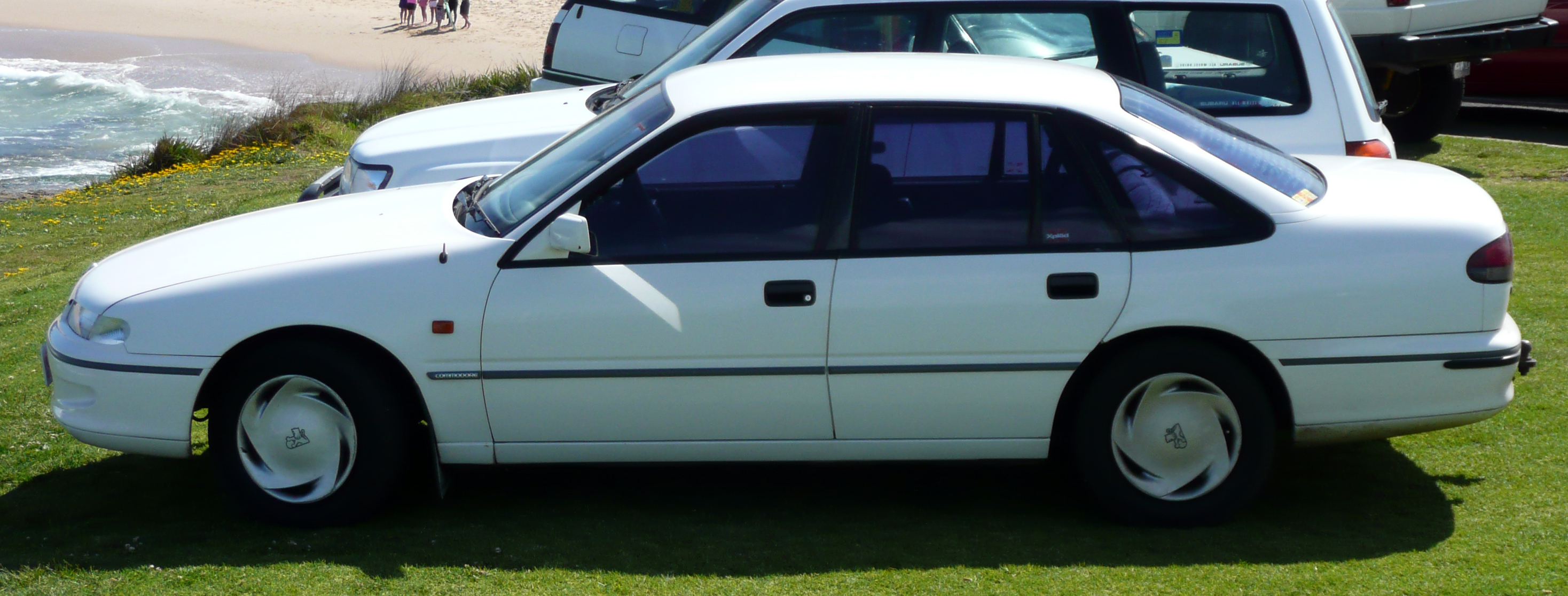
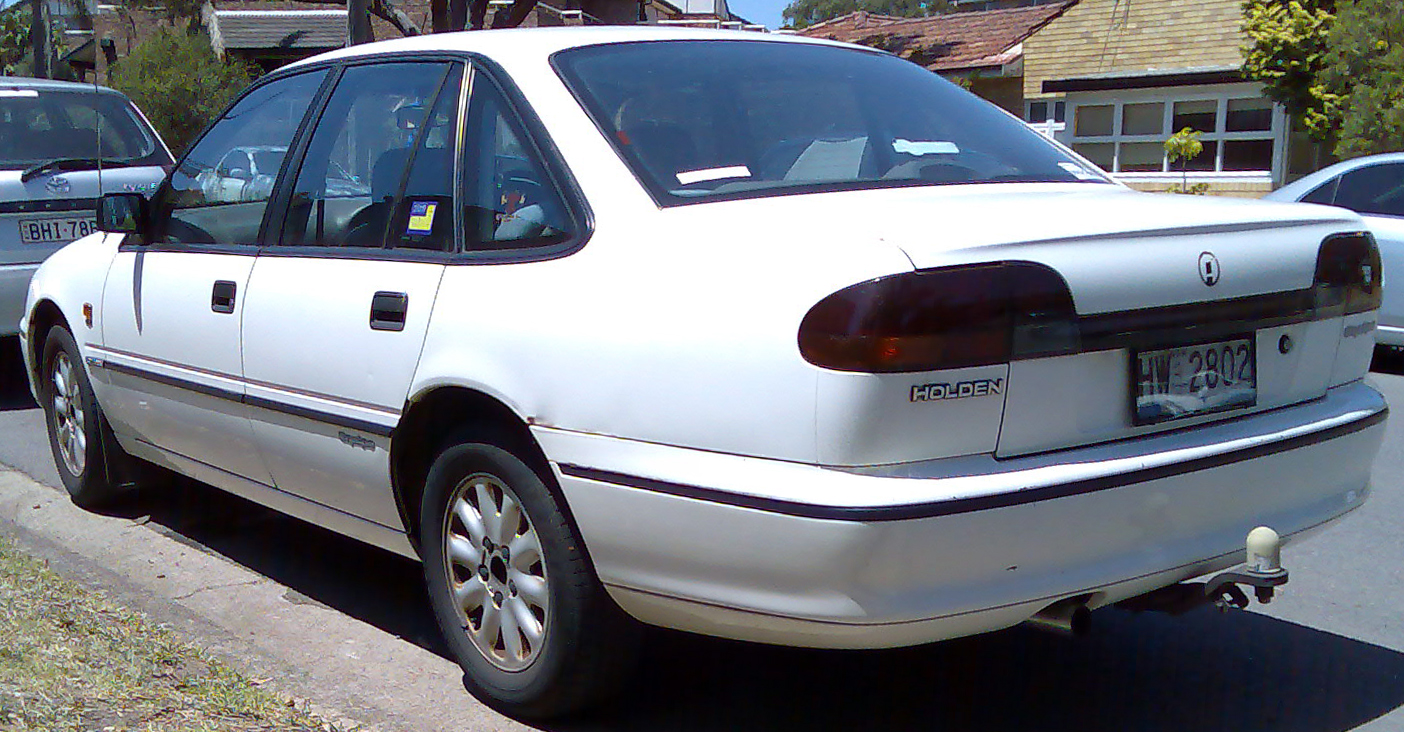
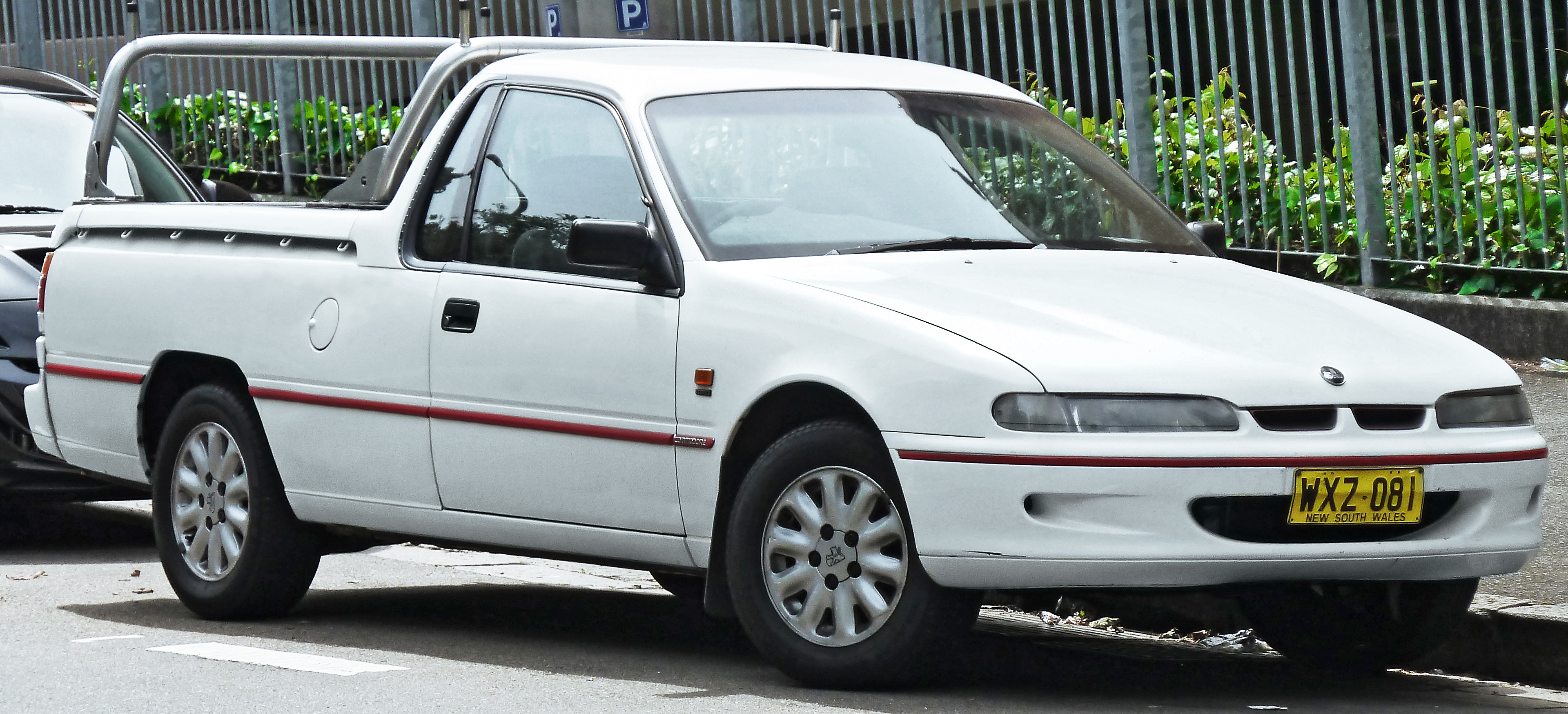
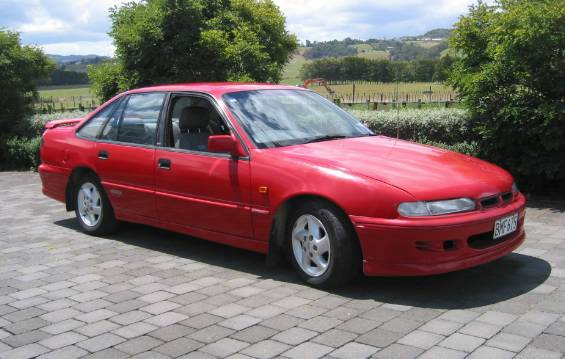